# Sukiyaki Western Django
Sukiyaki Western Django (jap. スキヤキ・ウエスタン ジャンゴ Sukiyaki uesutan jango) – japoński western z 2007 roku w reżyserii Takashiego Miike. Zdjęcia kręcono w prefekturze Yamagata.
Film inspirowany jest spaghetti westernem Django Sergia Corbucciego, jak również licznymi jego przeróbkami. Pojawia się w nim wiele nawiązań do Django, wykorzystano w nim m.in. wątek muzyczny autorstwa Luisa Bacalova, opowiada jednak zupełnie inną historię, stanowiącą nawiązanie do Straży przybocznej Akiry Kurosawy i Za garść dolarów Sergia Leonego. Sam tytuł jest nawiązaniem do gatunku spaghetti westernu, sukiyaki to bowiem popularna japońska potrawa.
8 czerwca 2007 roku w magazynie Big Comic Superior rozpoczęto serializację mangi powstałej na podstawie filmu, której autorem jest Kotobuki Shiriagari.
Film otrzymał mieszane oceny od krytyków. Serwis Rotten Tomatoes przyznał mu wynik 56%.

## Obsada
- Hideaki Ito – rewolwerowiec
- Kōichi Satō – Kiyomori
- Yūsuke Iseya – Yoshitsune
- Masanobu Andō – Yoichi
- Takaaki Ishibashi – Benkei
- Shun Oguri – Akira
- Masato Sakai – Shigemori
- Yoshino Kimura – Shizuka
- Teruyuki Kagawa – szeryf Hoanka
- Kaori Momoi – Ruriko
- Yutaka Matsushige – Toshio
- Renji Ishibashi – Mura
- Yōji Tanaka – Munemori
- Toshiyuki Nishida – Piripero
- Quentin Tarantino – Ringo

## Fabuła
Akcja filmu rozgrywa się kilkaset lat po bitwie pod Dan-no-Urą, finałowej bitwie wojny Gempei, w małym miasteczku w Nevadzie, które stało się areną walk klanów Heike (Taira, tzw. czerwoni) i Genji (Minamoto, tzw. biali). Do miasteczka przybywa samotny rewolwerowiec, chcący opowiedzieć się po którejś ze stron konfliktu.